# Полярна Звєзда (Теньгушевський район)
Полярна Звєзда́ (рос. Полярная Звезда, ерз. Полярной Звезда) — селище у складі Теньгушевського району Мордовії, Росія. Входить до складу Куликовського сільського поселення.
Населення — 2 особи (2010; 6 у 2002).
Національний склад (станом на 2002 рік):
- росіяни — 67 %
- ерзяни — 33 %

Стара назва — Сільхоз-Комуна.